# Парламент Барбадоса
Парламент Барбадоса (англ. Parliament of Barbados) — законодательный орган Барбадоса.

## Состав

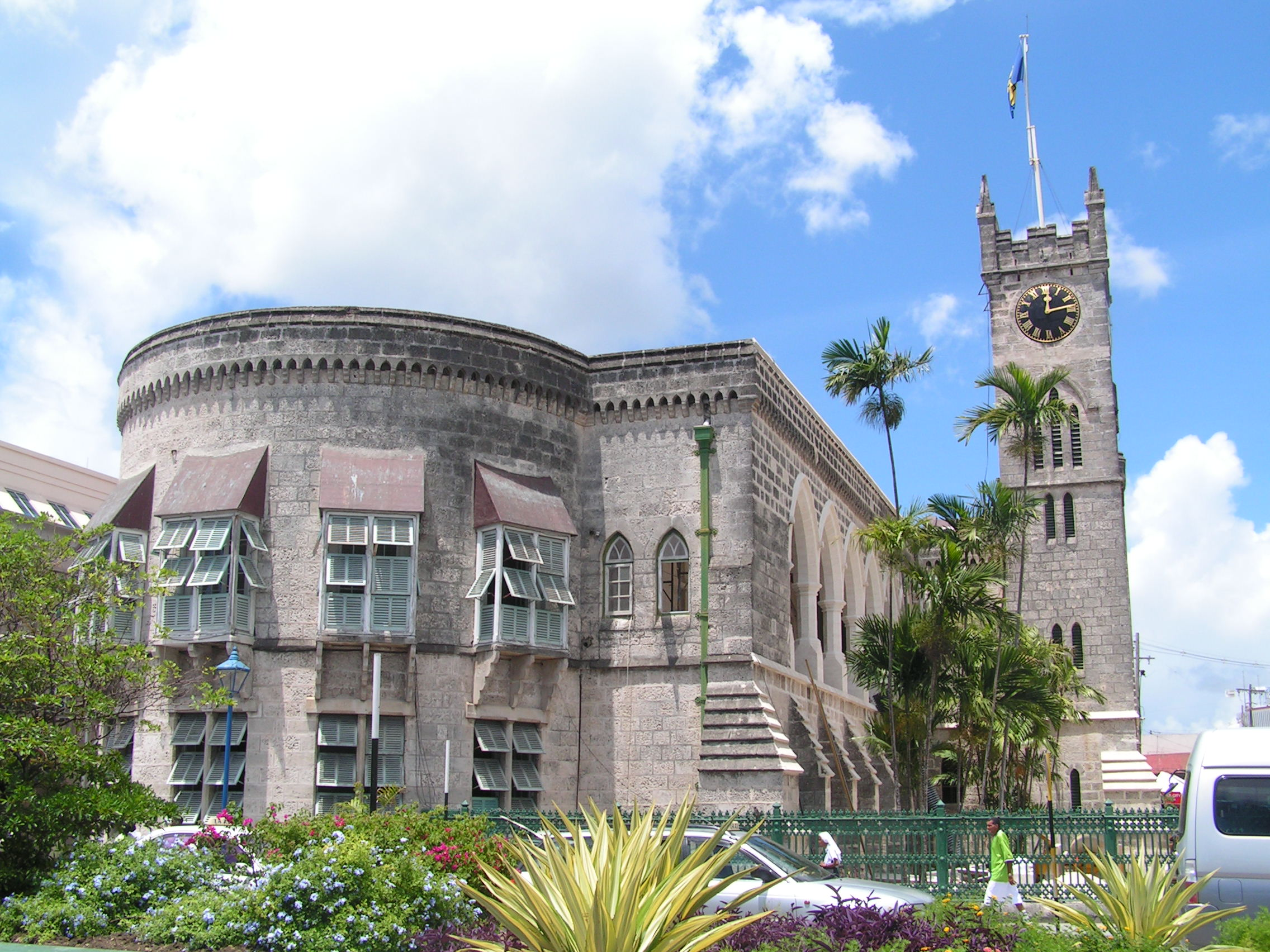
Здание Парламента 1872 года в Бриджтауне

Современный парламент является двухпалатным. Состоит из:
- Президента Барбадоса
- верхней палаты — Сената[англ.]. Состоит из 21 членов, назначаемых генерал-губернатором по следующему принципу:

12 членов, назначаемых по рекомендации премьер-министра
7 членов, выбранных генерал-губернатором
2 члена, назначаемых по рекомендации лидера оппозиции
- нижней палаты — Палаты собрания. Состоит из 30 депутатов, избираемых всеобщим прямым голосованием сроком на 5 лет[3].